# Taeniogyrus purpureus
Taeniogyrus purpureus is een zeekomkommer uit de familie Chiridotidae.
De wetenschappelijke naam van de soort werd in 1969 gepubliceerd door R.P. Lesson.